# 4228 Немиро
4228 Немиро (4228 Nemiro) — астероїд головного поясу, відкритий 25 липня 1968 року.
Тіссеранів параметр щодо Юпітера — 3,571.
Названий на честь радянського астронома Андрія Немири.